# Vavřinec Plocar
Vavřinec Vojtěch Plocar O. Praem. (? – 15. dubna 1650 Zábrdovice) byl římskokatolický kněz, premonstrátský kanovník a v letech 1646–1650 opat kanonie v Zábrdovicích.
Původně působil jako řeholník členem premonstrátského kláštera v Louce u Znojma. V roce 1631 se stal proboštem v klášteře v Nové Říši. Tím byl i po svém zvolení opatem zábrdovickým až do roku 1649. Během jeho působení ve funkci novoříšského probošta přišli do kláštera v Nové Říši v roce 1641 premonstráti z opatství v Zábrdovicích.
Opatem zábrdovickým byl zvolen 22. srpna 1646, dne 21. března 1648 se s ním vrátili členové klášterní komunity do zábrdovického kláštera, který byl po zpustošení a vypálení švédskými vojsky při obléhání Brna částečně obnoven.